# Boxhamsters
Boxhamsters is een in 1987 opgerichte Duitse punkband uit Gießen.

## Bezetting
Oprichters
- Martin 'Co' Coburger (zang, gitaar)
- Markus 'Weilo' Weil (zang, gitaar, tot 1993)
- Philipp Lampert (drums tot 1988, basgitaar vanaf 1988 tot 2014)

Voormalige leden
- Niels Rohrbach (gitaar, 1993–2015)

Huidige bezetting
- Martin 'Co' Coburger (zang, gitaar)
- Manuel Pertl (basgitaar, sinds 2015)
- Ulf Jachimsky (drums, sinds 1988)
- Rieke Beckmann (toetsen, gitaar, zang, sinds 2018)

## Geschiedenis
De band werd in 1987 opgericht door Martin Coburger (zang, gitaar), Markus Weil (gitaar) en Philipp Lampert (drums). In 1988 nam Ulf Jachimsky de drums over als nieuw lid van de band, Lampert stapte over op bas. In 1993 verliet gitarist Weil de band. Niels Rohrbach nam zijn rol over tot hij in 2015 vertrok. Bassist Lampert verliet de band in 2014, Manuel Pertl verving hem.
De naam van de band gaat terug naar de sketch Upperclass Twit of the Year uit de film Monty Python's Wonderful World of Gravity, waarin ene Mr. Boxhamster de wedstrijd 'Dwaas van de high society' wint.
De Boxhamsters zingen in het Duits. Tot hun muzikale voorbeelden tellen Amerikaanse bands als Hüsker Dü en Sonic Youth, maar ook Britse bands als Buzzcocks en The Who. In enkele songs gebruiken ze samplers uit de Duitse synchroonsituaties van diverse films, zoals uit The Great Dictator, Das Boot, Star Wars, Jim Knopf en Drei Amigos!. Het debuutalbum Wir Kinder aus Bullerbü uit 1988 werd door het tijdschrift Musikexpress opgenomen in de lijst van de 50 beste punkalbums aller tijden.
Het album Saugschmerle uit 2000 werd door het muziektijdschrift Visions beoordeeld met 12 van de 12 punten.
Eva Briegel, zangeres van de band Juli, ook uit Gießen, speelde het nummer Flöz & Pökel op het album Brut Imperial (2009).
Veel van de albums van de band zijn geproduceerd door Olaf Opal.
Boxhamsters-zanger Co en EA80-zanger leiden het schertsproject Die Böse Hand, waarvan meerdere singles met overwegend coverversies en een cd met alle tot nu toe uitgebrachte publicaties bestaat. Sinds 2009 speelt de drummer Ulf Jachimsky van de Boxhamsters ook bij Nagasaki Frontal.

## Discografie
- 1988: Wir Kinder aus Bullerbü
- 1990: Der göttliche Imperator
- 1991: No Room (7")
- 1991: Tötensen
- 1992: Die Kinder sind in Ordnung (7")
- 1992: Blackbox 7" (Boxhamsters-/EA80-split)
- 1993: Prinz Albert
- 1993: Weilo goes to Geldverdienen (7", bijlage bij de lp Prinz Albert)
- 1993: Klau MICH! (Boxhamsters Beste Bohne) - Compilation
- 1996: Tupperparty
- 2000: Saugschmerle
- 2001: Die Frikadellenfarm - compilatie
- 2002: Die Kinder sind in Ordnung, Teil 2 (7")
- 2004: Demut & Elite
- 2009: Brut Imperial
- 2010: Philipp Goes To Kinder Kriegen (7")
- 2010: Thesaurus Rex (Best Of)
- 2012: Die Kinder sind in Ordnung, Teil 3 (7")
- 2012: Silberhochzeit (7")
- 2018: Black Beauty Farm

Bovendien hebben de Boxhamsters diverse compilatie-bijdragen geleverd.